# Antal Márta
Antal Márta, Rudas Ferencné (Debrecen, 1937. február 14. – Budapest, 2017. június 5.) olimpiai ezüstérmes magyar gerelyhajító.
1952 és 1956 között kézilabdázott a Kinizsi Húsos színeiben. 1955-ben lett a Bp. Vasas atlétája. 1958-ban a csapatbajnokságon lett első. A következő évben második volt az ob-n. 1960-ban magyar bajnokságot nyert. Az olimpián kilencedik volt. 1961-ben 1962-ben ismét magyar bajnok lett. 1962-ben az Európa-bajnokságon ötödik helyezést ért el.
Az 1964. évi nyári olimpiai játékokon ezüstérmet nyert. 1964-ben és 1965-ben ismét magyar bajnok volt. 1966-ban  hatodik volt az európa-bajnokságon. Az 1968-as olimpián negyedik helyezett volt. 1971-ben az Európa-bajnokságon nyolcadik lett.
A Bp. Vasas atlétikai szakosztályának vezetőségi tagja volt. 1991-ben a Vasas SC elnökségébe is bekerült.
Férje Rudas Ferenc labdarúgó volt.

## Rekordjai
- 58,36 m (1965. július 10., Prága)

## Díjai, elismerései
- Az év magyar atlétája (1964)